# Newton (Kansas)
Newton és una població dels Estats Units a l'estat de Kansas. Segons el cens del 2000 tenia 17.190 habitants.

## Demografia
Segons el cens del 2000, Newton tenia 17.190 habitants, 6.851 habitatges, i 4.610 famílies. La densitat de població era de 692,8 habitants/km².
Dels 6.851 habitatges en un 31,9% hi vivien nens de menys de 18 anys, en un 54,2% hi vivien parelles casades, en un 9,6% dones solteres, i en un 32,7% no eren unitats familiars. En el 28,9% dels habitatges hi vivien persones soles el 12,1% de les quals corresponia a persones de 65 anys o més que vivien soles. El nombre mitjà de persones vivint en cada habitatge era de 2,43 i el nombre mitjà de persones que vivien en cada família era de 2,99.
Per edats la població es repartia de la següent manera: un 26,3% tenia menys de 18 anys, un 8,1% entre 18 i 24, un 28,2% entre 25 i 44, un 20,8% de 45 a 60 i un 16,5% 65 anys o més.
L'edat mediana era de 37 anys. Per cada 100 dones de 18 o més anys hi havia 90,1 homes.
La renda mediana per habitatge era de 38.236 $ i la renda mediana per família de 45.703 $. Els homes tenien una renda mediana de 32.308 $ mentre que les dones 21.906 $. La renda per capita de la població era de 18.529 $. Entorn del 5,1% de les famílies i el 7,9% de la població estaven per davall del llindar de pobresa.

## Poblacions més properes
El següent diagrama mostra les poblacions més properes.